# 迪維爾島 (南極洲)
63°05′S 56°20′W / 63.083°S 56.333°W

迪維爾島（D'Urville Island）是南極洲的島嶼，屬於茹安維爾群島的一部分，位於南冰洋海域，長27公里，面積455.3平方公里，最高點海拔高度210米，島上無人居住，英國、阿根廷和智利在南極條約體系下擱置對該群島的領土主權要求。